# El pescador i la seva muller
El pescador i la seva muller és un conte d'origen alemany recollit pels germans Grimm que narra com un desig pot tornar-se en contra de qui el demana.

## Llengua
Conté elements del baix alemany - parlat al nord, zona de mar - almenys el títol i el refrany d'invocació al peix. Però en total és intel·ligible per a qualsevol parlant natiu d'alemany.

## Argument
Un pescador molt pobre va trobar un dia un príncep encantat en forma de peix (un "Butt" en alemany, vol dir un peix pla: rèmol, halibut, bòtid, excloent aquells que no es pescaven al nord d'Alemanya). Compadit de la seva sort, l'home el va alliberar. Quan va tornar a casa, la seva muller el renyà, dient-li que hauria d'haver-li demanat una contrapartida. L'endemà, el pesador va tornar a treballar i va invocar el peix, per demanar-li una casa millor per a la seva dona. El desig li fou concedit. En uns dies, la dona volia més i instà el seu marit perquè tornés a parlar amb el peix i li demanés un castell. Ell s'hi resistí però finalment va accedir malgrat els presagis negatius en forma de tempestes. Després de tenir el castell, la dona va voler tenir poder, i per això demanà, en dies consecutius, ser rei, emperador, i papa. Cada dia, el mar i el cel eren més amenaçadors quan el pescador baixa a la platja a trobar-se amb el peix i explicar-li el nou desig de la seva muller. Finalment la dona va obligar el pescador que demanés al peix que volia ser igual a Déu. Quan el peix aparegué i sentí el nou desig, tornà a la dona al seu estat inicial en una pobra cabana.

## Anàlisi
El conte narra com l'hibris és castigada, tal com passa en molts altres relats (corresponents al número 555 en la Classificació Aarne-Thompson), i en les fonts mitològiques que els sustenten. Quan hom demana un desig excessiu o vol igualar-se a la divinitat, li sobrevé la desgràcia, en aquest cas la pèrdua de tot l'aconseguit. La font de la història pot haver estat un relat de Les mil i una nits on un pescador ambiciós és igualment castigat.
El pescador treballa en un mar que fa de frontera entre el món real i un de màgic, element habitual del conte de fades, tal com el pas de la pobresa a la riquesa dels protagonistes (encara que aquí s'inverteixi en el darrer moment) o les repeticions d'episodis similars en acumulació.
El pescador és presentat com un personatge positiu: s'acontenta amb el que té, mostra compassió pel peix encantat, mira de fer pensar la seva dona. Però alhora és feble i per això és vençut per la dona, personatge negatiu de la història, qui no solament mostra una gran ambició, sinó que és colèrica i demana coses que no li pertoquen (com ser rei i no pas reina). El temor del pescador, doncs, fa que demani els desitjos malgrats els presagis negatius del cel, que es va enfosquint i tornant salvatge.